# شيخة حسينة
الشيخة حسينة واجد (بالبنغالية:শেখ হাসিনা ওয়াজেদ) (مواليد 28 سبتمبر 1947) هي سياسية بنغلاديشية ورئيسة وزراء بنغلاديش سابقًا العاشرة وشغلت المنصب من يونيو 1996 حتى يوليو 2001 ومرة أخرى منذ يناير 2009 حتى 5 أغسطس 2024. وهي ابنة الشيخ مجيب الرحمن الأب المؤسس وأول رئيس لبنغلاديش. بعد أن خدمت لأكثر من 20 عاما فهي رئيسة الوزراء الأطول خدمة في تاريخ بنغلاديش. اعتبارا من 23 يوليو 2024 أصبحت رئيسة الحكومة الأطول خدمة في العالم.
مع انتهاء النظام الاستبدادي لحسين محمد إرشاد خسرت حسينة زعيمة رابطة عوامي انتخابات عام 1991 أمام خالدة ضياء التي تعاونت معها ضد إرشاد. بصفتها زعيمة للمعارضة اتهمت حسينة حزب ضياء الوطني البنجلاديشي بعدم الأمانة الانتخابية وقاطعت البرلمان وهو ما أعقبه مظاهرات عنيفة واضطرابات سياسية. استقالت ضياء لتولي حكومة تصريف الأعمال ثم أصبحت حسينة رئيسة للوزراء بعد انتخابات يونيو 1996. وبينما بدأت البلاد تشهد نموا اقتصاديا وانخفاضا في معدلات الفقر إلا أنها ظلت تعاني من الاضطرابات السياسية خلال فترة ولايتها الأولى والتي انتهت في يوليو 2001 بعد هزيمة انتخابية أمام ضياء. كانت هذه أول فترة ولاية كاملة مدتها خمس سنوات لرئيس وزراء بنجلاديش منذ أن أصبحت دولة مستقلة.
خلال الأزمة السياسية 2006-2008 تم اعتقال حسينة بتهمة الابتزاز. وبعد إطلاق سراحها من السجن فازت في انتخابات عام 2008. وفي عام 2014 أعيد انتخابها لولاية ثالثة في انتخابات قاطعها الحزب الوطني البنغلاديشي وانتقدها المراقبون الدوليون. في عام 2017 بعد دخول ما يقرب من مليون من الروهينغيا إلى البلاد هربا من الإبادة الجماعية في ميانمار تلقت حسينة الثناء لمنحهم اللجوء والمساعدة. فازت بولايتها الرابعة بعد انتخابات 2018 التي شابتها أعمال عنف وانتقدت على نطاق واسع باعتبارها مزورة.
في عهدها كرئيسة للوزراء شهدت بنجلاديش تراجعا ديمقراطيا. وقد وثقت هيومن رايتس ووتش حالات الاختفاء القسري والقتل خارج نطاق القضاء على نطاق واسع في ظل حكومتها. تمت معاقبة العديد من السياسيين والصحفيين بشكل منهجي وقضائي بسبب تحدي آرائها. في عام 2021 أعطت منظمة مراسلون بلا حدود تقييما سلبيا لسياسة حسينة الإعلامية للحد من حرية الصحافة في بنغلاديش منذ عام 2014. كانت حسينة من بين أكثر 100 شخصية مؤثرة في العالم في مجلة تايم في عام 2018 ومن بين أقوى 100 امرأة في العالم من قبل مجلة فوربس في عام 2015، 2018، و2022.

## الخلفية والحياة المبكرة
ولدت حسينة في 28 سبتمبر 1947 لعائلة شيخ بنغالية مسلمة في تونجيبارا في ولاية البنغال الشرقية. كان والدها الزعيم القومي البنغالي الشيخ مجيب الرحمن وكانت والدتها البيجوم فضيلة تونسية مجيب. لديها أصول عربية عراقية من خلال كلا الجانبين من الأب والأم وكانت عشيرتها من نسل الداعية المسلم الشيخ عبد الأول درويش من بغداد الذي وصل إلى صوبة البنغال في أواخر عصر المغول. نشأت حسينة في تونجيبارا خلال طفولتها المبكرة تحت رعاية والدتها وجدتها. عندما انتقلت العائلة إلى دكا عاشوا في البداية في حي سيغونباجيتشا.
عندما أصبح والدها وزيرا في الحكومة عام 1954 كانوا يعيشون في 3 طريق مينتو. في الخمسينيات عمل والدها أيضا في شركة ألفا للتأمين إلى جانب أنشطته السياسية. في الستينيات انتقلت العائلة إلى منزل بناه والدها على طريق 32 في دانموندي. في العديد من المقابلات والخطب تحدثت حسينة عن نشأتها أثناء احتجاز والدها كسجين سياسي من قبل الحكومة الباكستانية. في إحدى المقابلات أشارت إلى أنه "على سبيل المثال بعد انتخاب وزارة الجبهة المتحدة في عام 1954 وكنا نعيش في رقم 3 طريق مينتو في أحد الأيام أخبرتنا والدتي أن والدي قد اعتقل في الليلة السابقة. ثم استخدمنا لزيارته في السجن وكنا ندرك دائما أنه تم وضعه في السجن كثيرا لأنه أحب الناس". لم يكن لدى حسينة وإخوتها سوى القليل من الوقت لقضائه مع والدهم بسبب انشغاله بالسياسة.

### التعليم والزواج
التحقت الشيخة حسينة بالمدرسة الابتدائية في قريتها تونجيبارا. عندما انتقلت عائلتها إلى دكا التحقت بمدرسة أزيمبور للبنات. التحقت للحصول على درجة البكالوريوس في كلية عدن. تم انتخابها نائبة لرئيس اتحاد الطلاب في كلية إيدن بين عامي 1966 و1967. في عام 1967 تزوجت حسينة من محمد واجد مياه وهو عالم نووي بنغالي حاصل على درجة الدكتوراه في الفيزياء من جامعة درم. درست حسينة الأدب البنغالي في جامعة دكا وتخرجت منها عام 1973. عاشت حسينة في قاعة رقية التي تأسست عام 1938 لتكون سكنا للنساء في جامعة دكا. وسميت فيما بعد على اسم الناشطة النسوية بيغوم رقية. شاركت في سياسة رابطة الطلاب وانتخبت أمينة عامة لوحدة المرأة في قاعة رقية.

### القتل العائلي والنفي والعودة
باستثناء زوجها وأطفالها وشقيقتها الشيخة ريحانة قُتلت عائلة حسينة بأكملها خلال الانقلاب البنغلاديشي في 15 أغسطس 1975 والذي شهد اغتيال الشيخ مجيب الرحمن. وكانت حسينة واجد وريحانة في زيارة لأوروبا وقت الاغتيال. لجأوا إلى منزل السفير البنغلاديشي في ألمانيا الغربية. قبل قبول عرض اللجوء السياسي من رئيسة وزراء الهند أنديرا غاندي. عاش أفراد الأسرة الذين بقوا على قيد الحياة في المنفى في نيودلهي بالهند لمدة ست سنوات. مُنعت حسينة من دخول بنجلاديش من قبل حكومة ضياء الرحمن العسكرية. بعد انتخابها رئيسة لرابطة عوامي في 16 فبراير 1981 عادت حسينة إلى وطنها في 17 مايو 1981 واستقبلت ترحيبا من الآلاف من أنصار رابطة عوامي.

## المسيرة السياسية المبكرة

### الحركة ضد الحكم العسكري (1981–1991)
أثناء إقامتها في المنفى في الهند تم انتخاب حسينة رئيسة لرابطة عوامي في عام 1981. تم وصف حزب رابطة عوامي بأنه حزب «يسار الوسط».
في ظل الأحكام العرفية كانت حسينة تدخل وتخرج من الاعتقال طوال الثمانينيات. وفي عام 1984 تم وضعها تحت الإقامة الجبرية في فبراير ومرة أخرى في نوفمبر. وفي مارس 1985 تم وضعها تحت الإقامة الجبرية لمدة ثلاثة أشهر أخرى.
شاركت حسينة ورابطة عوامي في الانتخابات العامة البنغلاديشية عام 1986 التي أجريت في عهد الرئيس حسين محمد إرشاد. شغلت منصب زعيمة المعارضة البرلمانية في الفترة 1986-1987. قادت تحالفا من ثمانية أحزاب كمعارضة ضد إرشاد. وتعرض قرار حسينة بالمشاركة في الانتخابات لانتقادات من خصومها حيث أجريت الانتخابات في ظل الأحكام العرفية وقاطعت جماعة المعارضة الرئيسية الأخرى الانتخابات. ومع ذلك أكد أنصارها أنها استخدمت المنصة بشكل فعال لتحدي حكم إرشاد. قام إرشاد بحل البرلمان في ديسمبر 1987 عندما استقالت حسينة وحزبها رابطة عوامي في محاولة للدعوة إلى إجراء انتخابات عامة جديدة في ظل حكومة محايدة. خلال شهري نوفمبر وديسمبر من عام 1987 حدثت انتفاضة جماعية في دكا وقُتل العديد من الأشخاص بما في ذلك نور حسين ناشط رابطة عوامي ومؤيد لحسينة.
واصل حزبها جنبا إلى جنب مع الحزب الوطني البنغلاديشي بقيادة خالدة ضياء العمل على استعادة الحكومة المنتخبة ديمقراطيا وهو ما حققوه بعد الاستفتاء الدستوري الذي أعاد البلاد إلى الشكل البرلماني للحكومة.
فاز الحزب الوطني البنغلاديشي بالانتخابات العامة البرلمانية اللاحقة في عام 1991.

### زعيم المعارضة (1991-1996)
بعد عدة سنوات من الحكم الاستبدادي أدت الاحتجاجات والإضرابات واسعة النطاق إلى إصابة الاقتصاد بالشلل، رفض المسؤولون الحكوميون اتباع الأوامر واستقالوا. ألقى أعضاء بنادق بنجلاديش أسلحتهم بدلا من إطلاق النار على المتظاهرين وتم انتهاك حظر التجول بشكل علني. عملت حسينة مع خالدة ضياء في تنظيم المعارضة لإرشاد. أطاحت احتجاجات جماهيرية ضخمة في ديسمبر 1990 بإرشاد من السلطة عندما استقال لصالح نائبه القاضي شهاب الدين أحمد رئيس المحكمة العليا في بنغلاديش. قامت الحكومة المؤقتة برئاسة أحمد بإدارة انتخابات عامة للبرلمان. فاز الحزب الوطني البنغلاديشي بقيادة خالدة ضياء بأغلبية عامة وبرز حزب رابطة عوامي بزعامة حسينة كأكبر حزب معارضة. ومن بين الدوائر الثلاث التي تنافست عليها حسينة خسرت في اثنتين وفازت في واحدة. بعد قبولها الهزيمة عرضت استقالتها من منصب رئيسة الحزب لكنها بقيت بناء على طلب قادة الحزب.
اتخذت السياسة في بنجلاديش منعطفا حاسما في عام 1994 بعد الانتخابات التكميلية في ماجورا 2 التي أجريت بعد وفاة عضو البرلمان عن تلك الدائرة الانتخابية وهو عضو في حزب حسينة. وكان حزب رابطة عوامي يتوقع استعادة المقعد إلا أن مرشح الحزب الوطني البنغلاديشي فاز بالتزوير والتلاعب بحسب المراقب المحايد الذي حضر ليشهد الانتخابات. قادت حسينة رابطة عوامي البنغلاديشية في مقاطعة البرلمان منذ عام 1994.

## رئاسة الوزراء الأولى (1996–2001)

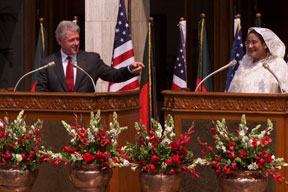
حسينة مع الرئيس الأمريكي بيل كلينتون في مكتب رئيس الوزراء في دكا، 2000.

طالبت رابطة عوامي مع أحزاب معارضة أخرى بإجراء الانتخابات العامة المقبلة في ظل حكومة تصريف أعمال محايدة وإدراج النص الخاص بحكومات تصريف الأعمال لإدارة الانتخابات في الدستور. وقد رفض الحزب الوطني البنغلاديشي الحاكم الاستجابة لهذه المطالب.
أطلقت أحزاب المعارضة حملة غير مسبوقة ودعت إلى الإضرابات لأسابيع متواصلة. واتهمتهم الحكومة بتدمير الاقتصاد بينما ردت المعارضة بأن الحزب الوطني البنغلاديشي يمكنه حل المشكلة من خلال الاستجابة لمطالبهم. وفي أواخر عام 1995 استقال أعضاء البرلمان من رابطة عوامي والأحزاب الأخرى بشكل جماعي. أكمل البرلمان فترة ولايته التي مدتها خمس سنوات وأُجريت الانتخابات العامة في فبراير 1996. وقاطعت جميع الأحزاب الرئيسية الانتخابات باستثناء الحزب الوطني البنغالي الحاكم الذي فاز بجميع مقاعد البرلمان نتيجة لذلك. ووصفت حسينة الانتخابات بأنها مهزلة.
قام البرلمان الجديد المؤلف بالكامل تقريبا من أعضاء الحزب الوطني البنغالي بتعديل الدستور لوضع أحكام لتشكيل حكومة تصريف أعمال. أُجريت الانتخابات العامة في يونيو 1996 في ظل حكومة تصريف أعمال محايدة برئاسة رئيس المحكمة العليا المتقاعد محمد حبيب الرحمن. فازت الرابطة بـ 146 مقعدا وهي أغلبية لكنها لم تصل إلى الأغلبية البسيطة. ونددت خالدة ضياء زعيمة الحزب الوطني البنغالي التي فازت بـ 104 مقاعد بالنتائج وتزوير الأصوات المزعوم. وكان هذا على النقيض من المراقبين المحايدين الذين قالوا إن الانتخابات كانت حرة ونزيهة.
أمضت حسينة فترة ولايتها الأولى كرئيسة لوزراء بنجلاديش في الفترة من يونيو 1996 إلى يوليو 2001. ووقعت على معاهدة تقاسم المياه لمدة 30 عاما مع الهند لإدارة نهر الغانج. وألغت إدارتها قانون التعويض الذي منح الحصانة من الملاحقة القضائية لقتلة الشيخ مجيب. وفتحت حكومتها صناعة الاتصالات أمام القطاع الخاص الذي كان حتى ذلك الحين يقتصر على الشركات المملوكة للحكومة. في ديسمبر 1997 وقعت إدارة حسينة على اتفاق السلام في منطقة شيتاغونغ منهيا التمرد في مقاطعة شيتاغونغ والذي فازت حسينة بفضله بجائزة اليونسكو للسلام. أنشأت حكومتها مشروع أشرايان-1 بينما تحسنت العلاقات الثنائية مع الدول المجاورة. أكملت حكومة حسينة مشروع جسر بانغاباندو الضخم في عام 1998. وفي عام 1999 بدأت الحكومة السياسة الصناعية الجديدة التي تهدف إلى تعزيز القطاع الخاص وتشجيع النمو.
نفذت حكومة حسينة بعض الإصلاحات في قطاعات مختلفة من الاقتصاد مما أدى إلى تحقيق البلاد نموا في الناتج المحلي الإجمالي بنسبة 5.5٪ في المتوسط. وظل مؤشر أسعار المستهلك عند مستوى 5% وهو أقل من الدول النامية الأخرى التي شهدت تضخما بنسبة 10%. ركزت الخطة الخمسية الخامسة (1997-2002) للحكومة على برامج تخفيف حدة الفقر التي قدمت الائتمان والتدريب للشباب والنساء العاطلين عن العمل. وزاد إنتاج الحبوب الغذائية من 19 مليون طن إلى 26.5 مليون طن بينما انخفض معدل الفقر. تم إنشاء صندوق الإسكان لتقديم المساعدة المالية للمشردين نتيجة لتآكل النهر. أطلقت الحكومة مخطط إكتي باري إكتي خمار الذي أدى إلى زيادة دخل الفئات الفقيرة في المجتمع من خلال الزراعة المنزلية.
تبنت حكومة حسينة السياسة الصناعية الجديدة في عام 1999 والتي تهدف إلى تعزيز القطاع الخاص وجذب الاستثمار الأجنبي المباشر وبالتالي تسريع عملية العولمة. تهدف خطة التنفيذ الوطنية إلى أن يكون 25% من الاقتصاد قائما على الصناعة مع توظيف 20% من القوى العاملة في البلاد في الصناعة. وشجعت إنشاء الصناعات الصغيرة والمنزلية كثيفة العمالة مع التركيز على تنمية مهارات المرأة من أجل العمالة وتطوير التكنولوجيا والصناعات المحلية القائمة على المواد الخام المحلية. سمح برنامج التنفيذ الوطني للمستثمرين الأجانب بامتلاك 100% من أسهم الشركات البنغلاديشية دون موافقة مسبقة من الحكومة وتم فتح جميع قطاعات الاقتصاد باستثناء أربعة للقطاع الخاص.
جرت محاولات لإنشاء نظام ضمان اجتماعي لحماية الفئات الأكثر ضعفا في المجتمع. أدخلت إدارة حسينة نظام البدلات الذي أدى إلى حصول 400 ألف من كبار السن على بدلات شهرية. وقد امتد هذا المخطط لاحقا ليشمل الأرامل والنساء المنكوبات والمهجورات. تأسست مؤسسة وطنية مكرسة لإعادة تأهيل وتدريب الأشخاص ذوي الإعاقة بمنحة أولية قدرها 100 مليون تاكا بنغلاديشي بتمويل من الحكومة. وقد وفر مشروع أشرايان-1 المأوى وفرص العمل للمشردين.
كانت حسينة أول رئيسة وزراء تشارك في "وقت الأسئلة والأجوبة لرئيس الوزراء" في جاتيا سانجشاد. ألغى حزب جاتيا سانجساد قانون التعويض مما سمح بمحاكمة قتلة بانغاباندو شيخ مجيب الرحمن. قدمت الحكومة نظاما من أربعة مستويات للحكومة المحلية بما في ذلك غرام باريشاد وزيلا باريشاد وأوبازيلا باريشاد من خلال إقرار التشريعات.
حررت حكومة حسينة صناعة الاتصالات ومنحت في البداية أربعة تراخيص لشركات خاصة لتقديم خدمات الهاتف المحمول الخلوي. وأدى ذلك إلى حل احتكار الدولة السابق مما يعني أن الأسعار بدأت في الانخفاض وأصبح الوصول إليها أكثر انتشارا. أنشأت الحكومة لجنة تنظيم الاتصالات في بنجلاديش لتنظيم صناعة الاتصالات المحررة حديثا.
وضعت الحكومة السياسة الوطنية للنهوض بالمرأة التي سعت إلى ضمان المساواة بين الرجل والمرأة. وتهدف هذه السياسة إلى ضمان الأمن والتوظيف وإنشاء قوة عمل متعلمة وماهرة والقضاء على التمييز والقمع ضد المرأة وإرساء حقوق الإنسان والقضاء على الفقر وضمان المشاركة في التنمية الاجتماعية والاقتصادية. قدمت الحكومة ثلاثة مقاعد مخصصة للنساء في انتخابات اتحاد باريشاد في ديسمبر 1997. ووافقت حكومة حسينة على خطة العمل الوطنية للأطفال في عام 1999 لضمان الحقوق وتحسين التربية.
حضرت حسينة القمة العالمية للائتمان الصغير في واشنطن العاصمة ومؤتمر القمة العالمي للأغذية في روما ومؤتمر الاتحاد البرلماني الدولي في الهند وقمة منظمة التعاون الإسلامي في باكستان وقمة رابطة جنوب آسيا للتعاون الإقليمي التاسعة في جزر المالديف وقمة مجموعة الثماني الأولى في تركيا والمؤتمر العالمي الخامس للمسنين في ألمانيا وقمة الكومنولث في المملكة المتحدة وقمة منظمة التعاون الإسلامي في إيران. كما زارت حسينة الولايات المتحدة والمملكة العربية السعودية واليابان والفلبين وإندونيسيا.
انضمت بنجلاديش إلى هيئتين متعددتي الأطراف وهما مبادرة خليج البنغال للتعاون التقني والاقتصادي المتعدد القطاعات ومجموعة الدول الثماني الإسلامية النامية. أصبحت أول رئيسة وزراء بنغلاديشية منذ الاستقلال تكمل فترة ولاية كاملة مدتها خمس سنوات.
في الانتخابات العامة عام 2001 على الرغم من فوزه بنسبة 40% من الأصوات الشعبية (أقل بقليل من 41%) للحزب الوطني البنغلادشي فاز حزب رابطة عوامي بـ 62 مقعدا فقط في البرلمان نتيجة لنظام الأغلبية الانتخابية في حين فاز حزب "الأربعة" بـ 62 مقعدا فقط. وحصل تحالف الأحزاب الذي يقوده الحزب الوطني البنغلادشي على 234 مقعدا مما يمنحه أغلبية الثلثين في البرلمان. ترشحت حسينة نفسها في ثلاث دوائر انتخابية وهُزمت في دائرة انتخابية في رانجبور والتي شملت مسقط رأس زوجها لكنها فازت بمقعدين آخرين. رفضت حسينة ورابطة عوامي النتائج زاعمين أن الانتخابات تم تزويرها بمساعدة الرئيس والحكومة المؤقتة. كان المجتمع الدولي راضيا إلى حد كبير عن الانتخابات وواصل "تحالف الأحزاب الأربعة" تشكيل الحكومة.

## زعيمة المعارضة (2001–2008)
لم يكن نواب رابطة عوامي منتظمين في الحضور إلى البرلمان خلال الفترة التالية. في أواخر عام 2003 بدأت رابطة عوامي أول حركة كبرى مناهضة للحكومة وبلغت ذروتها بإعلان الأمين العام للحزب عبد الجليل أن الحكومة ستسقط قبل 30 أبريل 2004.

### محاولة اغتيال (2004)
خلال فترة ولايتها الثانية كزعيمة للمعارضة زادت الاضطرابات السياسية والعنف. توفي النائب إحسان الله ماستر بعد إطلاق النار عليه في مايو 2004. وأعقب ذلك هجوم بقنبلة يدوية في 21 أغسطس على تجمع لرابطة عوامي في دكا مما أدى إلى مقتل 24 من أنصار الحزب بمن فيهم إيفي رحمن سكرتيرة المرأة في الحزب. وفي أكتوبر 2018 أصدرت محكمة خاصة أحكامها في قضيتين مرفوعة على خلفية الحادثة وقضت المحكمة بأنها كانت خطة منسقة جيدا وتم تنفيذها من خلال إساءة استخدام سلطة الدولة وأدين جميع المتهمين بما في ذلك النائب الأول لرئيس الحزب الوطني البنغلادشي طارق الرحمن (غيابيا) وكبار مسؤولي المخابرات السابقين. وحددت المحكمة عقوبات مختلفة. سامز كيبريا المستشار المقرب لحسينة ووزير المالية السابق اغتيل في ذلك العام (2004) في هجوم بقنبلة يدوية في سلهت.
في يونيو 2005 فاز أ. ب. م. محي الدين شودري عمدة المدينة الحالي في انتخابات مهمة في شيتاغونغ ثاني أكبر مدينة في بنغلاديش. واعتبرت هذه الانتخابات بمثابة مواجهة بين المعارضة والحزب الحاكم.

### حركة لوجي بويثا
في أكتوبر 2006 أطلقت الشيخة حسينة ورابطة عوامي حركة لوجي بويثا حيث بدأ الآلاف من عمال رابطة عوامي في احتلال شوارع مختلفة من دكا باستخدام خطافات القوارب والمجاديف لعدة أيام. وأدى ذلك إلى وقوع عدد من الضحايا وأعمال التخريب والنهب وكذلك ارتفاع أسعار السلع اليومية.
في مايو 2007 قدمت الشرطة لائحة اتهام ضد 19 من قادة وناشطي رابطة عوامي والأحزاب التابعة لها بتهمة التخريب وإشعال النار ونهب مكتب مجلس الرعاية الاجتماعية الإسلامية لكن تمت تبرئتهم جميعا في المحكمة في يونيو 2011.

### الاحتجاز أثناء التدخل العسكري (2006-2008)
كانت الأشهر التي سبقت انتخابات 22 يناير 2007 المزمعة مليئة بالاضطرابات السياسية والجدل. بعد انتهاء حكومة خالدة ضياء في أكتوبر 2006 كانت هناك احتجاجات وإضرابات قُتل خلالها 40 شخصا في الشهر التالي على مدى الأشهر القليلة الماضية. عدم اليقين بشأن من سيرأس حكومة تصريف الأعمال. واجهت الحكومة المؤقتة صعوبة في جلب جميع الأطراف إلى طاولة المفاوضات. احتجت رابطة عوامة وحلفائها وزعمت أن الحكومة المؤقتة تفضل الحزب الوطني البنغلاديشي.
شابت الفترة الانتقالية أعمال عنف وإضرابات. تفاوض المستشار الرئاسي مخلص الرحمن شودري مع حسينة وخالدة ضياء وجلب جميع الأطراف إلى الانتخابات البرلمانية المقرر إجراؤها في 22 يناير 2007. في وقت لاحق تم إلغاء ترشيح إرشاد من قبل المسؤول العائد في مفوضية الانتخابات حيث كان إرشاد قد أدين في قضية فساد. ونتيجة لذلك سحب التحالف الكبير مرشحيه بشكل جماعي في آخر يوم ممكن. وطالبوا بنشر قائمة الناخبين.
في وقت لاحق من الشهر اضطر الرئيس عياض الدين أحمد إلى إعلان حالة الطوارئ. ونتيجة لذلك تولى الفريق معين الدين أحمد السيطرة على الحكومة. تم حظر النشاط السياسي. أصبح فخر الدين أحمد المستشار الرئيسي بدعم من الجيش البنغلاديشي.
ذهبت حسينة إلى سفارة الولايات المتحدة في 14 مارس 2007 مع كازي ظفر الله وطارق أحمد صديق. ستسافر في اليوم التالي إلى الولايات المتحدة برفقة طارق أحمد صديق وعبدوس صبحان جلاب. قامت بزيارة ابنها وابنتها اللذين يعيشان في الولايات المتحدة. ثم انتقلت بعد ذلك إلى المملكة المتحدة.
في أبريل 2007 اتُهمت حسينة بالكسب غير المشروع والابتزاز من قبل الحكومة المؤقتة المدعومة من الجيش خلال الأزمة السياسية 2006-2008. واتهمت بإجبار رجل الأعمال تاج الإسلام فاروق على دفع رشاوى عام 1998 قبل أن تتمكن شركته من بناء محطة للطاقة. وقال فاروق إنه دفع لحسينة مقابل الموافقة على مشروعه.
في 18 أبريل 2007 منعت الحكومة حسينة من العودة قائلة إنها أدلت بتصريحات استفزازية وأن عودتها يمكن أن تسبب الفوضى. ووصف هذا بأنه إجراء مؤقت. وكانت حكومة تصريف الأعمال تحاول أيضا إقناع خالدة ضياء بمغادرة البلاد. تعهدت حسينة بالعودة إلى منزلها وفي 22 أبريل 2007 صدرت مذكرة اعتقال بحقها بتهمة القتل. ووصفت حسينة القضية المرفوعة ضدها بأنها "كاذبة ومزيفة تماما" وقالت إنها تريد الدفاع عن نفسها ضد الاتهامات في المحكمة. في 23 أبريل 2007 تم تعليق مذكرة الاعتقال وفي 25 أبريل 2007 تم إسقاط الحظر المفروض على دخول حسينة. بعد قضاء 51 يوما في الولايات المتحدة والمملكة المتحدة عادت حسينة في 7 مايو 2007 إلى دكا حيث استقبلها حشد من عدة آلاف. وقالت للصحفيين إن الحكومة لم يكن عليها تأخير عودتها.
في 16 يوليو 2007 ألقت الشرطة القبض على حسينة في منزلها وتم عرضها على محكمة محلية في دكا. وقد اتُهمت بالابتزاز وحُرمت من الإفراج عنها بكفالة وتم احتجازها في مبنى تم تحويله إلى سجن داخل مبنى البرلمان الوطني. وقالت الرابطة إن الاعتقال كان له دوافع سياسية. في 17 يوليو 2007 أرسلت لجنة مكافحة الفساد إخطارات إلى كل من حسينة وخالدة ضياء تطلب منهما تقديم تفاصيل عن أصولهما في غضون أسبوع واحد. وكان نجل حسينة سجيب واجد خارج البلاد وقال إنه سيحاول تنظيم احتجاج عالمي. اعتبرت هذه الاعتقالات للقادة السياسيين على نطاق واسع بمثابة خطوة من قبل الحكومة المؤقتة المدعومة من الجيش لإجبار حسينة وضياء على الخروج من البلاد والذهاب إلى المنفى السياسي. وأدان نواب المملكة المتحدة الاعتقال.
في 11 أبريل 2007 وجهت الشرطة اتهامات بالقتل ضد حسينة زاعمة أنها دبرت مقتل أربعة من أنصار حزب سياسي منافس في أكتوبر 2006. تعرض الضحايا الأربعة المزعومون للضرب حتى الموت خلال اشتباكات بين رابطة عوام ونشطاء الحزب المنافس. وكانت حسينة تزور الولايات المتحدة في ذلك الوقت.
في 30 يوليو 2007 أوقفت المحكمة العليا محاكمة حسينة بتهمة الابتزاز وأمرت بإطلاق سراحها بكفالة. في 2 سبتمبر 2007 تم تقديم قضية إضافية ضد حسينة من قبل هيئة مكافحة الفساد بشأن منح عقد لإنشاء محطة كهربائية في عام 1997 حيث يُزعم أنها قبلت رشوة قدرها 30 مليون تاكا ومنعت منح العقد لأدنى مقدم عطاء. كما اتُهم ستة آخرون بالتورط. تم رفع قضية كسب غير مشروع ضد ضياء الحق في نفس اليوم.
في 13 يناير 2008 تم توجيه الاتهام إلى حسينة بتهمة الابتزاز من قبل محكمة خاصة مع اثنين من أقاربها شقيقتها الشيخة ريحانة وابن عمها الشيخ سليم. وفي 6 فبراير أوقفت المحكمة العليا المحاكمة وحكمت بعدم جواز محاكمتها بموجب قوانين الطوارئ على جرائم يُزعم أنها ارتكبت قبل فرض حالة الطوارئ.
في 11 يونيو 2008 تم إطلاق سراح حسينة بشروط لأسباب طبية. في اليوم التالي سافرت إلى الولايات المتحدة لتلقي العلاج من ضعف السمع ومشاكل العين وارتفاع ضغط الدم. وهدد سيد مدثر علي طبيبها الشخصي بمقاضاة الحكومة المؤقتة بسبب الإهمال فيما يتعلق بمعاملة حسينة أثناء احتجازها.
أجرت حكومة تصريف الأعمال انتخابات بلدية فازت فيها الجامعة بـ 12 من أصل 13 انتخابات. ومددت الحكومة الإفراج الطبي المشروط عنها لمدة شهرين لمدة شهر إضافي.

## رئاسة الوزراء الثانية (2009 - 2024)

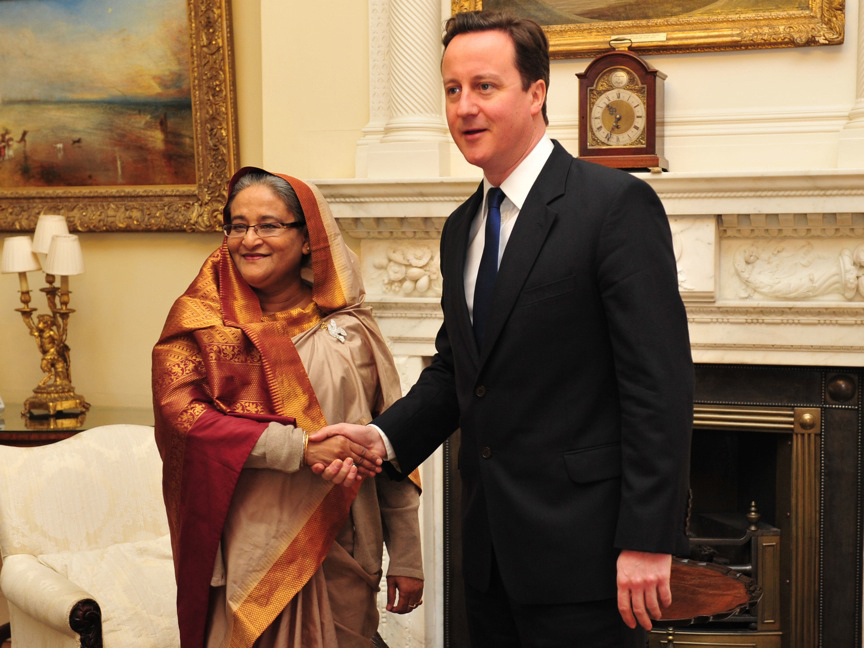
حسينة مع رئيس الوزراء البريطاني ديفيد كاميرون في 10 داونينغ ستريت (يناير 2011).

### الولاية الثانية (2009–2014)
في 6 نوفمبر 2008 عادت حسينة إلى بنجلاديش لخوض الانتخابات العامة لعام 2008 المقرر إجراؤها في 29 ديسمبر. وقررت المشاركة في الانتخابات البرلمانية تحت راية "التحالف الكبير" مع حزب الجاتية الذي يتزعمه حسين محمد إرشاد كشريك أساسي له. في 11 ديسمبر 2008 أعلنت حسينة رسميا عن البيان الانتخابي لحزبها خلال مؤتمر صحفي وتعهدت ببناء "بنغلاديش الرقمية" بحلول عام 2021.
كان بيان حزب الجامعة بعنوان "ميثاق التغيير" وتضمن التزام الحزب برؤية 2021. وتضمن البيان تعهدات أيضا بتنفيذ تدابير للحد من ارتفاع الأسعار ومكافحة الفساد من خلال تعزيز استقلالية لجنة مكافحة الفساد وتقديم بيانات الثروة السنوية من قبل الأشخاص ذوي النفوذ وإدخال سياسة طويلة الأجل تجاه الطاقة وزيادة توليد الطاقة إلى 7000 ميجاوات بحلول عام 2013 وإضفاء الحيوية على قطاع الزراعة وتوسيع شبكة الأمان لتشمل الفقراء وخلق الحكم الرشيد والحد من الإرهاب والتطرف الديني ومحاكمة مجرمي الحرب عام 1971 وضمان وجود قضاء مستقل ونزيه وإصلاح النظام الانتخابي وتعزيز هيئة حقوق الإنسان ونزع تسييس الإدارة.
فازت رابطة عوامي والتحالف الكبير (ما مجموعه 14 حزبا) في الانتخابات العامة لعام 2008 بأغلبية الثلثين بعد أن فازت بـ 230 مقعدا من أصل 299 مقعدا. رفضت خالدة ضياء زعيمة التحالف الذي يقوده الحزب الوطني البنجلاديشي (تحالف الأحزاب الأربعة) نتائج الانتخابات من خلال اتهام رئيس مفوضية الانتخابات بـ "إدارة الانتخابات البرلمانية". أدت حسينة اليمين الدستورية كرئيسة للوزراء لولاية ثانية في 6 يناير 2009. وأعلن المراقبون المستقلون أن الانتخابات أجريت في جو احتفالي وسلمي.
بعد انتخابها رئيسة للوزراء تراجعت حسينة عن اتفاقها مع حزب جاتيا لتعيين إرشاد زعيمه رئيسا للبلاد.
قامت حسينة بإزالة أعضاء اللجنة المركزية لرابطة عوامي الذين دعموا الإصلاحات التي فرضتها الحكومة المؤقتة السابقة. كان عليها أن تواجه أزمة وطنية كبرى في شكل ثورة بنادق بنجلاديش عام 2009 بسبب نزاع على الأجور مما أدى إلى مقتل 56 شخصا بما في ذلك ضباط الجيش البنجلاديشي. ألقى ضباط الجيش اللوم على حسينة بسبب رفضها التدخل ضد التمرد. ومع ذلك في عام 2009 ظهر تسجيل لاجتماع حسينة الخاص مع ضباط الجيش الذين عبروا عن غضبهم من عدم رد فعلها بشكل أكثر حسما في المراحل الأولى من الثورة من خلال إصدار أمر بشن غارة مسلحة على مجمع بنادق حرس الحدود ولقد اعتقدوا أن جهودها لاسترضاء قادة الثورة أخرت الإجراءات اللازمة مما أدى إلى المزيد من الوفيات. في افتتاحية صحيفة ديلي ستار عام 2011 تم الثناء عليها "لتعاملها الحكيم مع الوضع الذي أدى إلى منع المزيد من حمام الدم". في 2011 ألغى البرلمان القانون الذي يلزم الحكومة المؤقتة غير الحزبية بإجراء انتخابات. في عام 2012 حافظت على موقف متشدد ورفضت السماح بدخول اللاجئين الروهينجا الفارين من ميانمار خلال أعمال الشغب في ولاية راخين عام 2012.

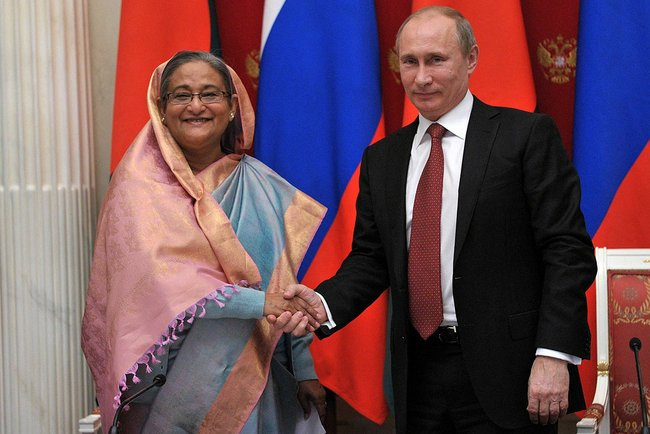
حسينة مع الرئيس الروسي فلاديمير بوتين في الكرملين في يناير 2013

في 27 يونيو 2013 تم رفع قضية ضد حسينة و24 وزيرا وأفراد أمن بنغلاديشيين آخرين إلى المحكمة الجنائية الدولية بسبب الانتهاك المزعوم لحقوق الإنسان. وقد "نسب إليها الفضل دوليا" في تحقيق بعض أهداف الأمم المتحدة الإنمائية للألفية. في عام 2012 تم إيقاف محاولة انقلاب ضدها من قبل ضباط من ذوي الرتب المتوسطة في الجيش حيث تلقى الجيش البنغلاديشي بلاغا من وكالة المخابرات الهندية. ووصف الجيش البنجلاديشي ضباط الجيش المتورطين بأنهم متطرفون إسلاميون.
في عام 2012 تشاجرت مع محمد يونس الحائز على جائزة نوبل ومؤسس بنك جرامين في أعقاب فيلم وثائقي نرويجي انتقد تحويل يونس للأموال من بنك جرامين إلى منظمة تابعة. قام يونس بتحويل الأموال بعد بث الفيلم الوثائقي لكن ذلك زاد من التدقيق في البنك من قبل الحكومة ووسائل الإعلام في بنجلاديش. وفقد يونس السيطرة على البنك الذي يتعامل معه بعد صدور حكم من المحكمة. وانتقد حسينة وغيرها من السياسيين البنجلاديشيين. ردت بالقول إنها لا تفهم لماذا ألقى يونس اللوم عليها عندما كان حكم المحكمة هو الذي عزله من بنك جرامين.
خلال هذه الفترة قادت حكومتها ونجحت في تشكيل محكمة الجرائم الدولية للتحقيق ومحاكمة المشتبه بهم المتورطين في الإبادة الجماعية في بنغلاديش التي ارتكبها الجيش الباكستاني والمتعاونون معهم المحليون رازاكارس والبدر والشمس خلال حرب التحرير البنغلاديشية عام 1971.

### الولاية الثالثة (2014–2019)

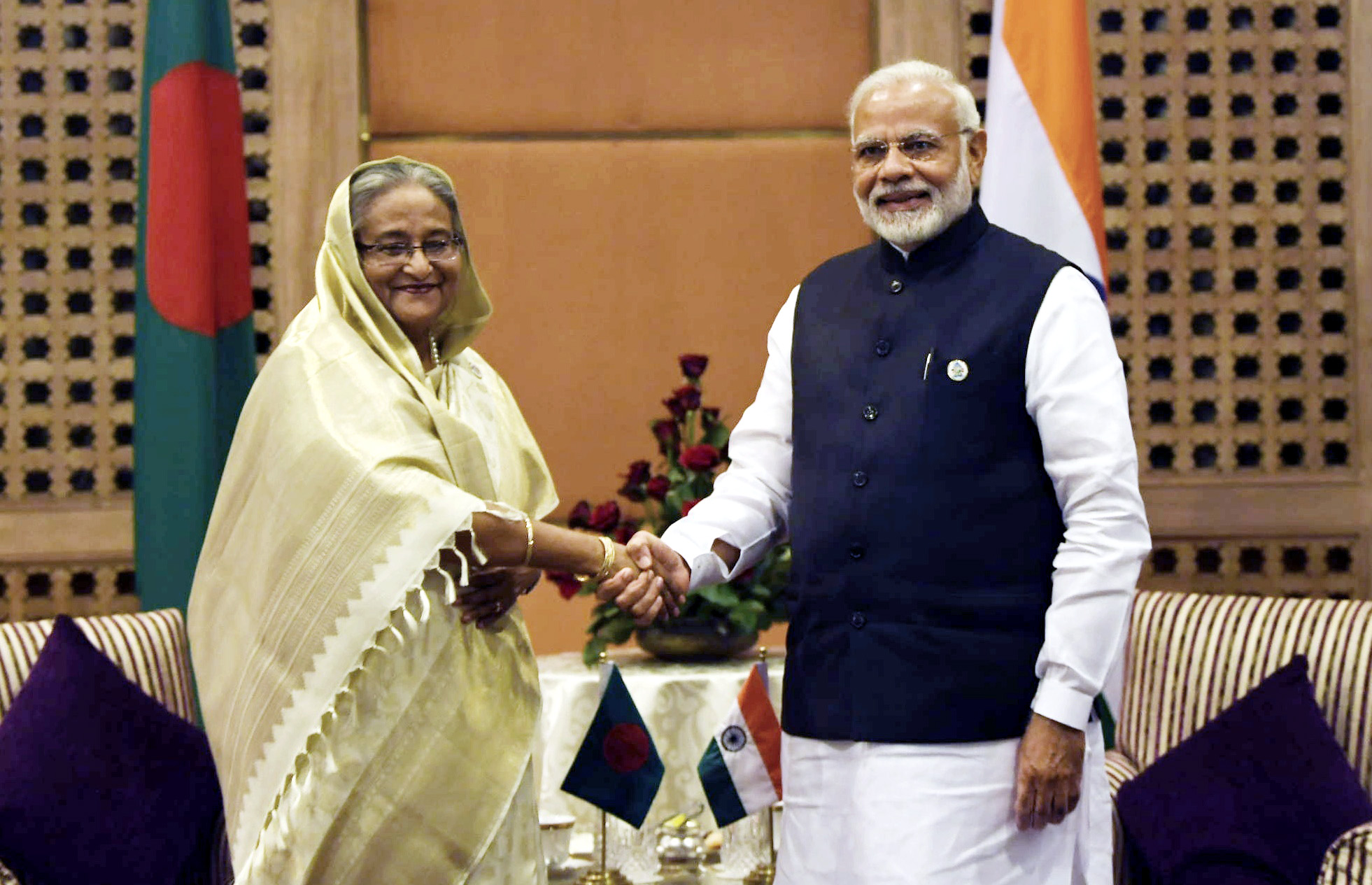
حسينة مع رئيس الوزراء الهندي ناريندرا مودي، 2018.

حصلت حسينة على فترة ولاية ثانية على التوالي مع رابطة عوامي الحاكمة وحلفائها في التحالف الكبير وفازت في الانتخابات العامة عام 2014 بأغلبية ساحقة. وقاطعت أحزاب المعارضة الرئيسية الانتخابات بسبب الظروف غير العادلة وعدم وجود إدارة غير حزبية لإجراء الانتخابات. ونتيجة لذلك فاز التحالف الكبير بقيادة رابطة الدول المستقلة بـ 267 مقعدا منها 153 مقعدا بالتزكية متجاوزا نجاحه في انتخابات عام 2008 - عندما حصل على 263 مقعدا برلمانيا. تدير رابطة عوامي التابعة للشيخة حسينة بنجلاديش منذ عام 2009 وفازت بـ 288 مقعدا في هذه الانتخابات. واتهمها أحد أحزاب المعارضة الرئيسية باستخدام صناديق الاقتراع المحشوة. تمت مقاطعة الانتخابات من قبل أحزاب المعارضة الرئيسية بما في ذلك الحزب الوطني البنغلادشي.
كانت الانتخابات مثيرة للجدل مع تقارير عن أعمال عنف وحملة قمع مزعومة على المعارضة في الفترة التي سبقت الانتخابات. في الانتخابات ذهب 153 مقعدا (من 300) دون منافسة وفازت رابطة عوامي بـ 127 منها بشكل افتراضي. فازت رابطة عوامي بزعامة حسينة بأغلبية برلمانية آمنة بإجمالي 234 مقعدا. ونتيجة للمقاطعة والعنف كانت نسبة إقبال الناخبين أقل من الانتخابات القليلة السابقة حيث بلغت 51% فقط. وفي اليوم التالي للنتيجة قالت حسينة إن المقاطعة "لا ينبغي أن تعني أنه ستكون هناك مسألة الشرعية". شارك الناس في الاقتراع وشاركت أحزاب أخرى. على الرغم من الجدل واصلت حسينة تشكيل حكومة مع حزب إرشاد جاتيا (الذي فاز بـ 34 مقعدا) باعتباره المعارضة الرسمية.

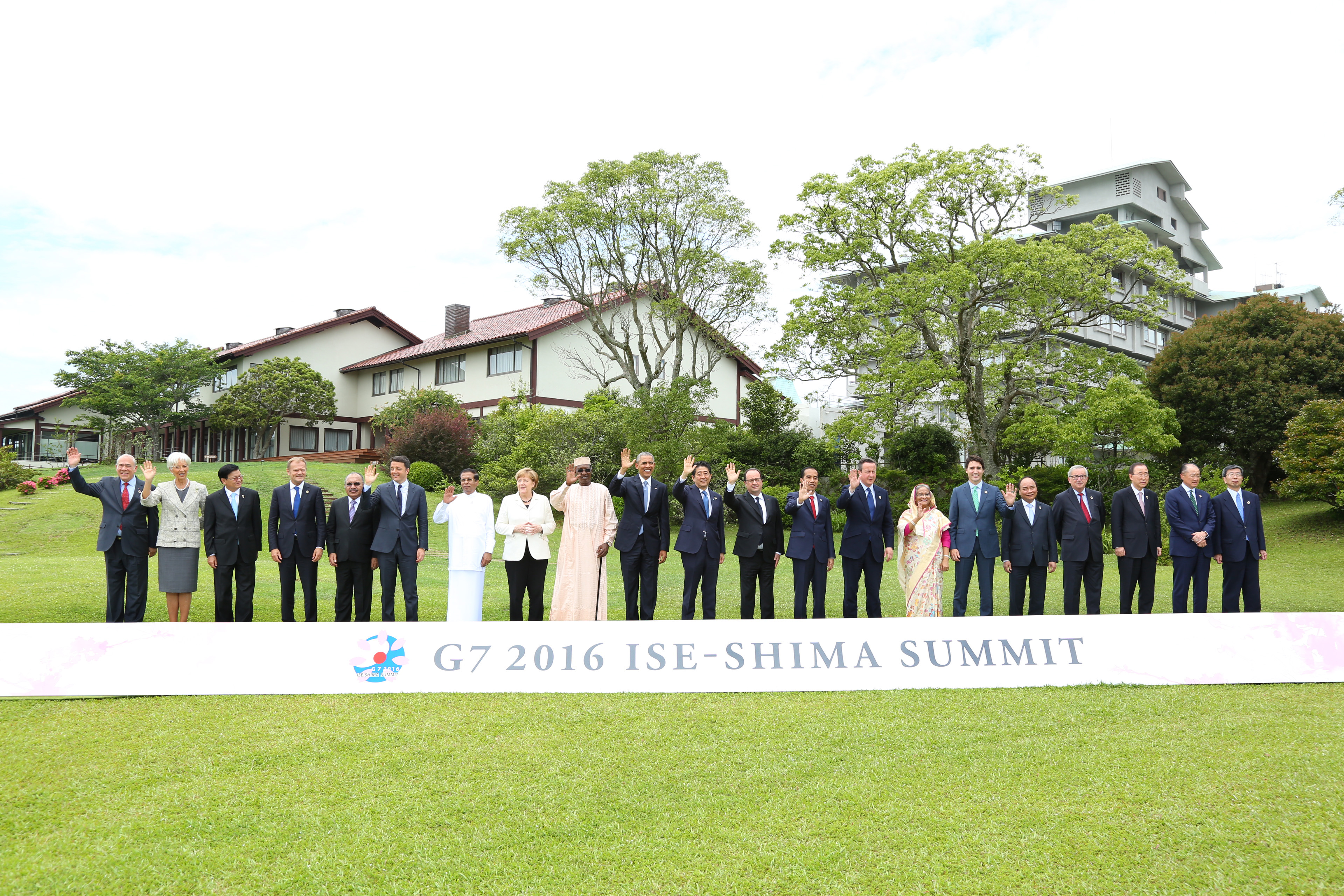
حسينة مع قادة مجموعة السبع وضيوفها، فندق شيما كانكو في اليابان، 2016.

أراد الحزب الوطني البنغلادشي إجراء الانتخابات في ظل حكومة تصريف أعمال محايدة وكان يأمل في استخدام الاحتجاجات لإجبار الحكومة على القيام بذلك.
شهدت هذه الفترة أيضا هجمات متزايدة من قبل المتطرفين الإسلاميين في البلاد بما في ذلك هجوم دكا في يوليو 2016 والذي وصفه بي بي سي بأنه "الهجوم الإسلامي الأكثر دموية في تاريخ بنجلاديش". وفقا للخبراء فإن قمع الحكومة التي تقودها حسينة للمعارضة السياسية فضلا عن تقلص المساحة الديمقراطية والمدنية قد خلق "مساحة لازدهار الجماعات المتطرفة" و"ولد رد فعل عنيفا من الجماعات الإسلامية".
في مارس 2017 تم تشغيل أول غواصتين في بنغلادش. في سبتمبر 2017 منحت حكومة حسينة اللجوء والمساعدات لنحو مليون لاجئ من الروهينجا وحثت ميانمار على إنهاء العنف ضد مجتمع الروهينجا. أيد غالبية الشعب البنغلاديشي قرار الحكومة بمنح وضع اللاجئ للروهينجا. تلقت حسينة الثناء على أفعالها.
أيدت حسينة الدعوات لإزالة تمثال العدالة من أمام المحكمة العليا. وكان يُنظر إلى ذلك على أنه رضوخ للحكومة لضغوط أولئك الذين يستخدمون الدين لتحقيق أهداف سياسية.
حسينة هي راعية الجامعة الآسيوية للنساء بقيادة المستشارة شيري بلير وتضم السيدة الأولى لليابان آكي آبي وكذلك إيرينا بوكوفا المديرة العامة لليونسكو.

### الولاية الرابعة (2019–2024)
فازت حسينة بولايتها الثالثة على التوالي والرابعة بشكل عام عندما فازت رابطة عوامي بـ 288 مقعدا من أصل 300 مقعدا برلمانيا. وأعلن زعيم تحالف المعارضة الرئيسي كمال حسين أن التصويت "هزلي" ورفض النتائج. قبل الانتخابات كانت هيومن رايتس ووتش ومنظمات حقوقية أخرى قد اتهمت الحكومة بخلق بيئة ترهيبية للمعارضة. وصفت هيئة تحرير صحيفة نيويورك تايمز الانتخابات بأنها هزلية وذكرت الافتتاحية أنه من المحتمل أن تفوز حسينة دون تزوير الأصوات وتساءلت عن سبب قيامها بذلك.
كان أداء الحزب الوطني البنجلاديشي حزب المعارضة الرئيسي الذي ظل خارج السلطة لمدة 12 عاما وقاطع الانتخابات العامة في عام 2014 سيئا للغاية. بعد فوزه بثمانية مقاعد فقط تم تهميش الحزب وتحالف جبهة جاتيا أويكيا التابع له أمام أضعف معارضة منذ استعادة الديمقراطية في بنجلاديش بعد إرشاد في عام 1991.

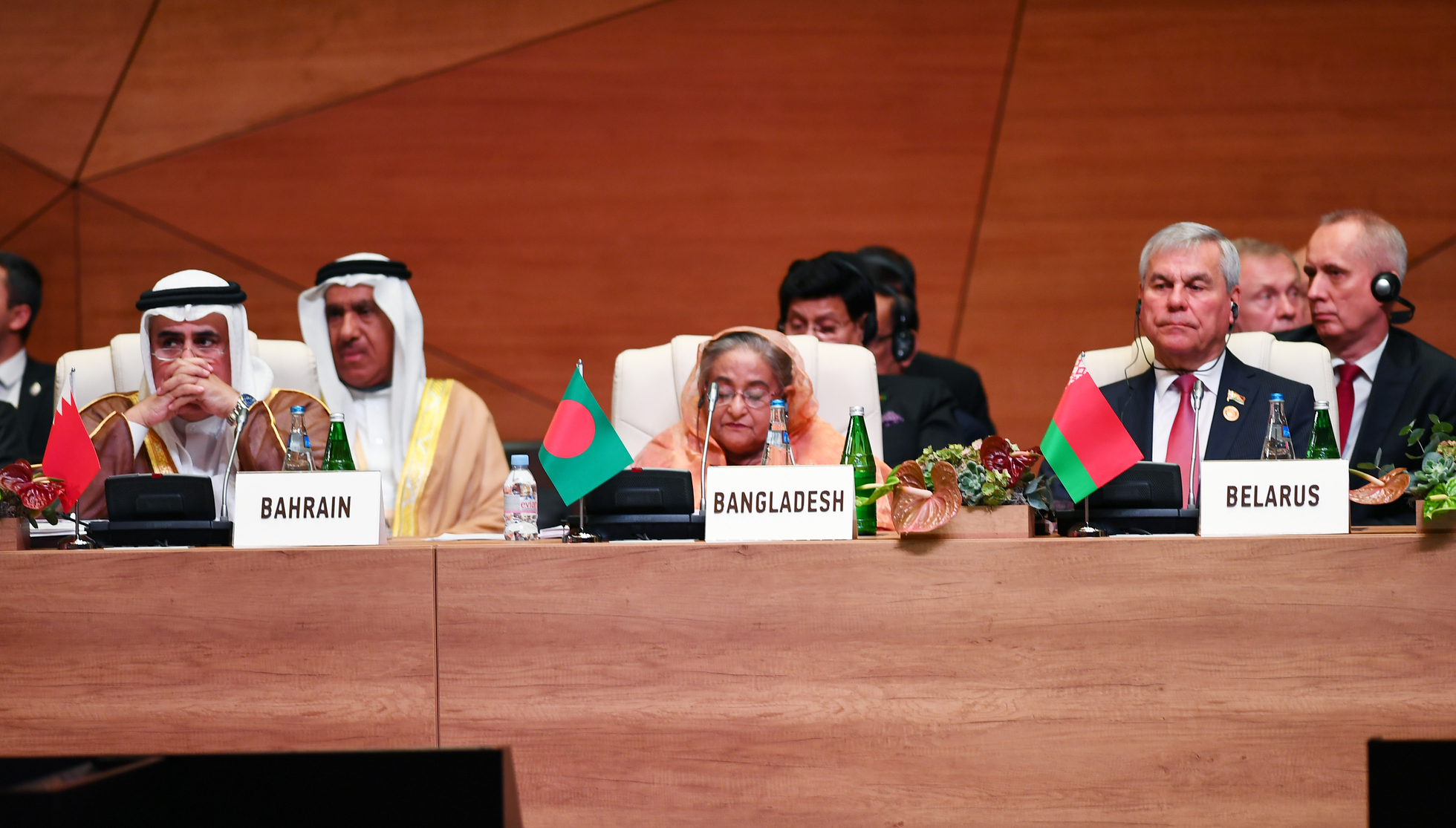
حسينة في القمة الـ18 لحركة عدم الانحياز.

في مايو 2021 ألقت حسينة الخطاب الافتتاحي لافتتاح مقر جديد لمكتب بريد بنغلاديش المسمى داك بهابان. وحثت حسينة في كلمتها على مواصلة تطوير الخدمة البريدية استجابة لجائحة كوفيد-19 في بنغلاديش. تشمل التدابير التطويرية المبينة في الخطاب مواصلة التحول الرقمي للخدمة وبناء وحدات التبريد في المستودعات البريدية لتمهيد الطريق لإرسال المواد الغذائية القابلة للتلف عن طريق البريد.
في يناير 2022 أصدرت الحكومة قانونا في جاتيا سانجساد لإنشاء نظام المعاشات التقاعدية الشامل. جميع المواطنين البنغاليين بما في ذلك المغتربين الذين تتراوح أعمارهم بين 18 و60 عاما مؤهلون للحصول على راتب شهري بموجب البرنامج.
بحلول نهاية السنة المالية 2021-2022 وصل الدين الخارجي لبنغلاديش إلى 95.86 مليار دولار بزيادة قدرها 238% عن عام 2011. تتميز هذه الفترة أيضا بمخالفات هائلة في القطاع المصرفي في البلاد حيث ارتفع حجم القروض الافتراضية من أقل من ৳23000 كرور تاكا (2.0 مليار دولار أمريكي) في عام 2009 إلى أكثر من 250000 كرور تاكا (21 مليار دولار أمريكي) في عام 2019 بحسب صندوق النقد الدولي.
في يوليو 2022 طلبت وزارة المالية مساعدة مالية من صندوق النقد الدولي. وأشارت الحكومة إلى استنفاد احتياطيات النقد الأجنبي نتيجة للعقوبات ردا على الصراع بين روسيا وأوكرانيا. تم التوصل إلى اتفاق على مستوى الموظفين في نوفمبر 2022 وفي يناير 2023 وافق صندوق النقد الدولي على تقديم برنامج دعم بقيمة إجمالية 4.7 مليار دولار أمريكي يتكون من 3.3 مليار دولار أمريكي في إطار التسهيل الائتماني الممدد و1.4 مليار دولار أمريكي في إطار التسهيل الجديد لتعزيز القدرة على الصمود والاستدامة. صرح صندوق النقد الدولي بأن حزمة الدعم "ستساعد في الحفاظ على استقرار الاقتصاد الكلي وحماية الفئات الضعيفة وتعزيز النمو الشامل والأخضر".
في ديسمبر 2022 اندلعت احتجاجات مناهضة للحكومة مرتبطة بارتفاع التكاليف للمطالبة باستقالة رئيس الوزراء.
في 28 ديسمبر افتتحت حسينة المرحلة الأولى من مترو دكا وهو أول نظام نقل سريع في البلاد من أوتارا إلى أغارغاون.
خلال قمة مجموعة العشرين في نيودلهي لعام 2023 عقدت رئيسة الوزراء الشيخة حسينة اجتماعا ثنائيا مع رئيس الوزراء الهندي ناريندرا مودي لمناقشة تنويع التعاون بين الهند وبنغلاديش بما في ذلك مجالات مثل الاتصال والروابط التجارية. وكانت برفقتها ابنتها صايمة واجد المرشحة لانتخابات منظمة الصحة العالمية. كما أتاحت القمة فرصة للشيخة حسينة للقاء زعماء عالميين آخرين وتعزيز العلاقات الثنائية بين بنجلاديش.

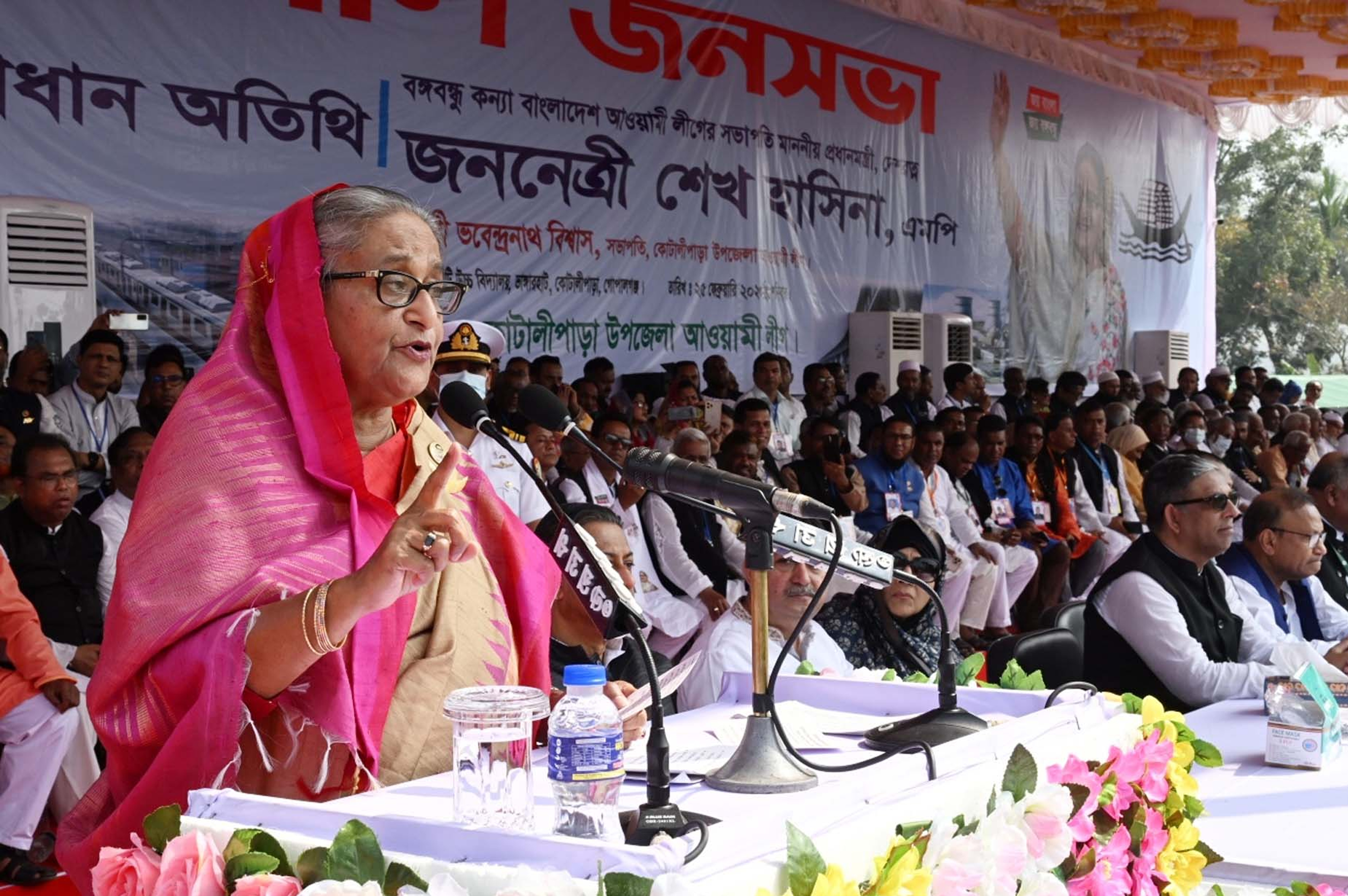
حسينة تخاطب تجمعا حزبيا في كوتاليبارا بجوبالجانج في فبراير 2023.

### ولاية خامسة والاستقالة 2024

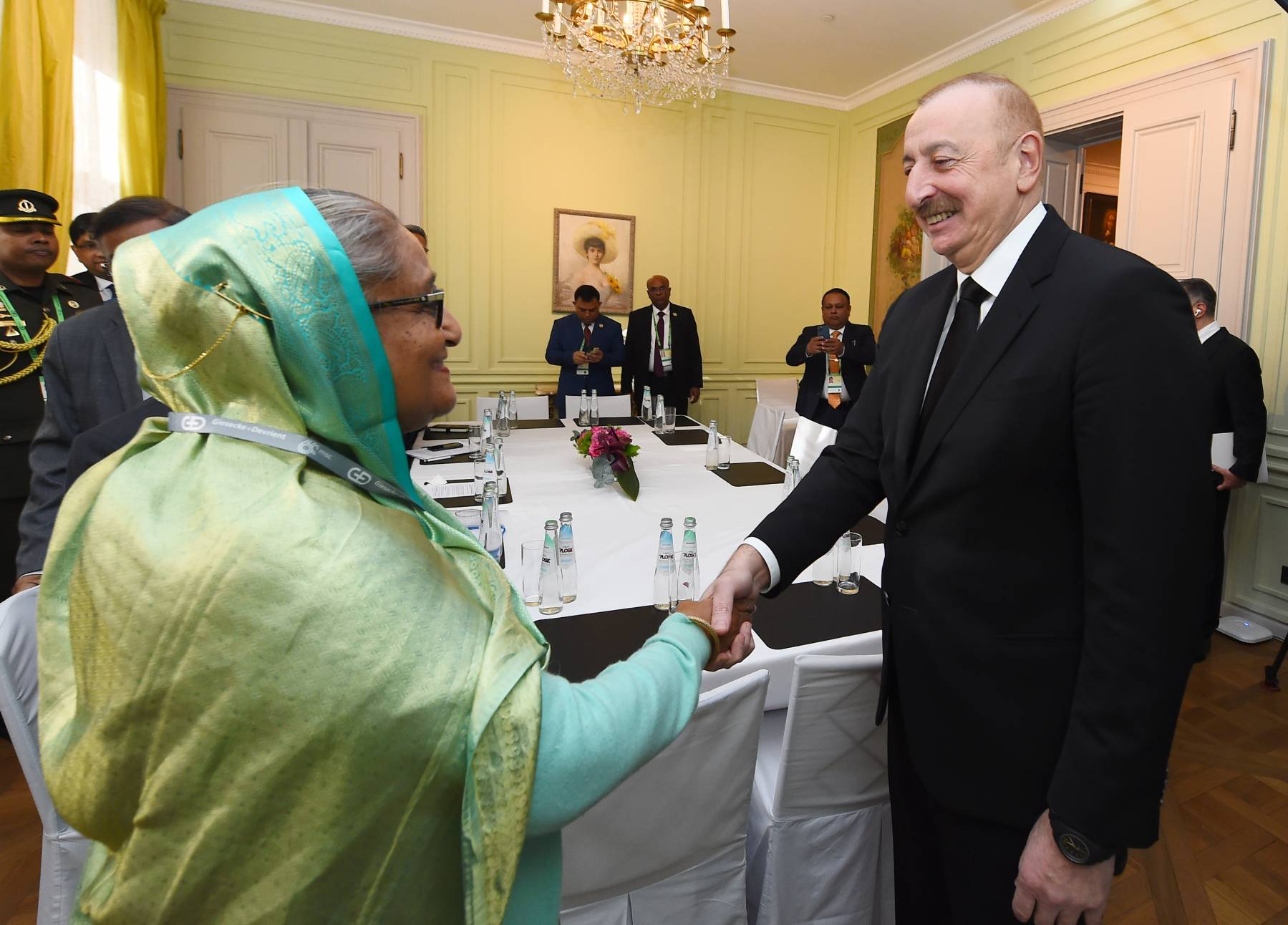
حسينة مع الرئيس الأذربيجاني إلهام علييف في مؤتمر ميونيخ الأمني الستين في عام 2024.

فازت حسينة بفترة ولايتها الرابعة على التوالي عندما فاز حزبها، رابطة عوامي، بـ 224 من أصل 300 مقعد برلماني وسط إقبال ضعيف على التصويت في انتخابات قاطعتها المعارضة الرئيسية.
في يوليو 2024 تعرض المتظاهرون السلميون من حركة إصلاح الحصص البنجلاديشية 2024 لهجوم عنيف من قبل رابطة تشاترا الحكومية والشرطة بالإضافة إلى الجيش بالدبابات والمروحيات، أطلقت حسينة على طلاب الجامعات الذين كانوا يحتجون سلميا لقب "أبناء وأحفاد رازاكارس" (الخونة في حرب تحرير بنجلاديش عن باكستان عام 1971). قُتل عدة أشخاص وجُرح الآلاف مما أدى إلى احتجاجات حاشدة تطالب بإقالة حسينة وحكومتها.
في 5 أغسطس 2024، أعطاها رئيس أركان الجيش إنذارًا نهائيًا استقالت في وقت لاحق من نفس اليوم وهربت من البلاد عبر مروحية إلى الهند.

## جدل
تورطت في فضيحة الكسب غير المشروع في جسر بادما في حكومة رابطة عوامي الحاكمة التي زُعم أنها سعت مقابل منح عقد البناء إلى مبلغ كبير من المال من شركة البناء الكندية لافالين. وتبين فيما بعد أن هذه الادعاءات كاذبة ولا أساس لها من الصحة وبعد ذلك رفضت محكمة كندية القضية.
نتيجة لهذه الادعاءات انسحب البنك الدولي من مشروع لتوفير التمويل لجسر بادما مشيرا إلى مخاوف الفساد وألغى 10241.346 كرور تاكا (870 مليون دولار أمريكي) من الائتمان للطريق الذي يبلغ طوله 6 كيلومترات (أربعة أميال) وجسر السكك الحديدية فوق نهر بادما. وكان أحد الأفراد المتورطين هو وزير الاتصالات سيد أبو الحسين الذي استقال بعد ذلك وتمت تبرئته فيما بعد من ارتكاب أي مخالفات. في 11 يوليو 2012 قال الأمين العام للحزب الوطني البنجلاديشي ميرزا فخر الإسلام عالمجير إن حكومة رابطة عوامي يجب أن تنشر رسالة أرسلها البنك الدولي حيث وجه البنك اتهامات بالكسب غير المشروع ضد حسينة وثلاث شخصيات أخرى. في 17 يناير 2016 ذكرت حسينة أن مديرا إداريا لأحد البنوك في الولايات المتحدة قام باستفزاز البنك الدولي لإلغاء القرض. تم إنشاء الجسر في النهاية بأموال الحكومة الخاصة وتم افتتاحه في يونيو 2022 بتكلفة 30,193.39 كرور تاكا (3.6 مليار دولار أمريكي) أعلى بكثير من التكلفة الأصلية المتوقعة البالغة 10161.75 كرور تاكا (860 مليون دولار أمريكي).
في 24 يناير 2017 في خطاب ألقته في البرلمان ألقت رئيسة الوزراء حسينة اللوم على محمد يونس لانسحاب البنك الدولي من المشروع. ووفقا لها مارس يونس ضغوطا مع وزيرة خارجية الولايات المتحدة السابقة هيلاري كلينتون لإقناع البنك الدولي بإنهاء القرض. في 10 فبراير 2017 رفض قاضي المحكمة العليا في أونتاريو قضية الرشوة والتآمر لعدم وجود أي دليل.
في عام 2018 أقرت حكومة حسينة قانون الأمن الرقمي المثير للجدل والذي بموجبه يمكن معاقبة أي انتقاد تعتبره الحكومة غير مناسب عبر الإنترنت أو أي وسيلة إعلام أخرى بالسجن بدرجات مختلفة. وقد تعرض هذا لانتقادات شديدة محليا ودوليا لقمعه حرية التعبير للناس فضلا عن تقويض حرية الصحافة في بنغلاديش.
في ديسمبر 2022 أمرت حكومة حسينة بإغلاق 191 موقعا إلكترونيا متهما بنشر "أخبار مناهضة للدولة" نقلا عن تقارير استخباراتية. وأمرت سلطات منطقة دكا بإغلاق داينيك دينكال الذي يملكه طارق الرحمن من الحزب الوطني البنغلاديشي. استأنف داينيك دينكال الأمر أمام مجلس الصحافة البنغلاديشي الذي رفض استئنافه في فبراير 2022 مما أدى إلى إغلاقه. وقد تم انتقاد هذه الخطوة من قبل معارضي الحكومة الذين يزعمون أن هذه الخطوة هي محاولة لخنق المعارضة للحكومة. زعمت الحكومة أن داينيك دينكال انتهك المواد 10، 11، 16، 21 (1) (خا) من قانون المطابع والمطبوعات (الإعلان والتسجيل) لعام 1973 لأن منشوراتها غير قانونية وكان ناشرها مجرما مدانا.
كتب ماتور الرحمن رينتو في كتابه "عمار فاشي تشاي" أنه في عام 1987، التقت الشيخة حسينة بالشاب مرينال كانتي داس، نائب رئيس اتحاد طلاب كلية مونشيجانج هارجانجا.  وبعد المقدمة، بدأت مرينال كانتي داس العيش في المنزل رقم اثنين وثلاثين في بانغاباندو بهوان.  عاشت الشيخة حسينة في نفس المنزل.  اعتادت مرينال كانتي داس والشيخة حسينة التحدث والمزاح حتى وقت متأخر من الليل مع إغلاق باب غرفة المكتبة في بانغاباندو بهافان من الداخل.  زاد قبول مرينال تجاه الشيخة حسينة لدرجة أن الجميع أصبحوا يشعرون بالغيرة منها.  أصبحت مرينال أقرب الأشخاص للشيخة حسينة!   زادت قوته كثيرًا لدرجة أنه في عام 1990، تعرضت سيدة ساجدة تشودري، الأمينة العامة للجنة المركزية لرابطة عوامي، للإهانة وطردت من بانغاباندو بهوان.  في أحد الأيام، كان أربعة أشخاص من بينهم مرينال يلعبون الورق في بانغاباندو بهوان.  كانت الساعة 3:30.  في ذلك الوقت جاء عم الشيخة حسينة الوحيد أكرم مامو وقال: "لا تقترب من مرينال هذه، فهو يجلس دون أن يأكل لك!"  ولإظهار قوته أمام أصدقائه، قالت مرينال: "مهلا، دعني أذهب دون تناول الطعام لبعض الوقت!"  ذات يوم غضبت مرينال من الشيخة حسينة وغادرت.  أحضرت الشيخة حسينة بنفسها مرينال كانتي داس إلى بانغاباندو بهوان لكسر غضبه.  بعد أن خسرت الشيخة حسينة الانتخابات عام 1991، تركت مرينال الشيخة حسينة بسبب مظالم مختلفة، وظلت مرينال تبتسم وقالت إن علاقته بالشيخة حسينة عميقة جدًا!

## الحياة الشخصية
في عام 1968 تزوجت حسينة من محمد واجد مياه (1942–2009) وهو فيزيائي وكاتب ورئيس هيئة الطاقة الذرية البنجلاديشية. لديها ابن سجيب واجد وابنة صايمة واجد. والد زوجة صايمة هو الوزير السابق لوزارة رعاية المغتربين والتوظيف في الخارج ووزارة الحكم المحلي والتنمية الريفية والتعاونيات خاندكر مشرف حسين. شقيق حسينة الحي الوحيد الشيخ ريحانة عمل كمستشار لوحدة تونجيبارا أوبازيلا عوامي في جوبالجانج في عام 2017. ابنة أخت حسينة (وابنة الشيخ ريحانة) هي توليب صديق سياسية من المملكة المتحدة التي تعمل كعضو في البرلمان عن دائرة هامبستيد وكيلبورن.
خلال مسيرتها السياسية نجت الشيخة حسينة من 19 محاولة اغتيال. وهي تعاني من ضعف في السمع نتيجة للإصابات التي لحقت بها أثناء الهجوم بالقنابل اليدوية عام 2004.

## المؤلفات
- أبيض وأسود
- الديمقراطية في محنة أذلت الإنسانية
- الشيخ راسيل
- لقد جئنا إلى هنا للتحدث نيابة عن الناس
- الشيخة حسينة حول تطوير العلاقات الدولية
- العيش في البكاء
- الأعمال الكاملة 1
- الخلاصة 2
- النزعة العسكرية مقابل الديمقراطية
- التنمية للجماهير
- الديمقراطية والقضاء على الفقر والسلام
- ديمقراطية معرضة للخطر، إنسانية مضطهدة
- الشعب والديمقراطية
- لا يحتمل شتائم الإنسانية
- لماذا يقومون بالغوص في القمامة
- ولادة الاستبداد في بنجلاديش
- الشيخ مجيب في برلمان بنغلاديش
- الشيخ مجيب : أبي
- ما وراء الحقل الأخضر
- أفكار قليلة حول القضاء على الفقر
- خطاب بانغاباندو في التراث العالمي
- 100 خطبة مختارة
- مقالة مختارة
- السعي لتحقيق الرؤية 2021 – الجزء الأول
- السعي لتحقيق الرؤية 2021 – الجزء الثاني
- مقطعة شيخ مجيب (مقدمة)

## التكريم
- أم الإنسانية بواسطة القناة الرابعة
- صنفتها مجلة فورين بوليسي كواحدة من أبرز المفكرين العالميين في عام 2019 لمنحها اللجوء للروهينجا الفارين من الاضطهاد في ميانمار.
- بطل كوكب 50-50 من قبل هيئة الأمم المتحدة للمرأة.
- جائزة عامل التغيير من منتدى الشراكة العالمي.
- في عام 2018 احتلت الشيخة حسينة (70 عاما) المرتبة الرابعة بين كبار رؤساء الدولة على أساس العمر في آسيا بينما يعد الزعيم الماليزي مهاتير محمد أكبر رئيس سنا في العالم.
- واحدة من أفضل 100 شخصية في مجلة تايم في عام 2018 حيث تمت الإشادة بها لقبولها لاجئي الروهينجا ولكن تم انتقادها بسبب "تعثرها السيئ في مجال حقوق الإنسان" وإظهار "ميل نحو الاستبداد" من خلال رئاستها حكومة تستخدم القتل خارج نطاق القضاء والاختفاء القسري لقمع الانتقادات والقمع. قمع المعارضة السياسية.
- المركز 59 في قائمة فوربس لأقوى 100 امرأة في العالم.
- درجة الدكتوراه في القانون من جامعة بوسطن في 6 فبراير 1997.
- دكتوراه فخرية في القانون من جامعة واسيدا اليابانية في 4 يوليو 1997.
- الدكتوراه الفخرية في الفلسفة في الفنون الليبرالية من جامعة أبرتاي دندي في 25 أكتوبر 1997.
- جائزة فيليكس هوفويت بوانيي للسلام من قبل اليونسكو لعام 1998.
- جائزة الأم تريزا من مجلس السلام لعموم الهند عام 1998.
- م.ك. جائزة غاندي لعام 1998 من مؤسسة المهاتما إم ك غاندي في أوسلو، النرويج.
- حصلت على وسام التميز في 1996-1997 و1998-1999 وميدالية رئيس الدولة في 1996-1997 من قبل أندية الليونز الدولية.
- الدرجة الفخرية من "ديسيكوتاما" (دكتوراه في الأدب، فخرية) من جامعة فيسفا بهاراتي في ولاية البنغال الغربية، الهند في 28 يناير 1999.
- وسام سيريس من منظمة الأغذية والزراعة لعام 1999.
- دكتوراه في القانون (بمرتبة الشرف)، من الجامعة الوطنية الأسترالية في 20 أكتوبر 1999.
- دكتوراه فخرية في القانون من جامعة دكا في 18 ديسمبر 1999.
- دكتوراه فخرية في الآداب الإنسانية من جامعة بريدجبورت في 5 سبتمبر 2000.
- جائزة بيرل س. باك من كلية راندولف في 9 أبريل 2000.
- تم تعيينها زميلة لبول هاريس من قبل مؤسسة الروتاري.
- جائزة أنديرا غاندي لعام 2009.
- دكتوراه في الآداب (مع مرتبة الشرف) من جامعة تريبورا في يناير 2012.
- جائزة اليونسكو لشجرة السلام لالتزامها بتمكين المرأة وتعليم الفتيات في عام 2014.
- جائزة الأمم المتحدة للبيئة للقيادة في مجال تغير المناخ.
- دكتوراه جامعية (فخرية) من جامعة شير بنغالا الزراعية في 16 نوفمبر 2015.
- دكتوراه في الآداب (فخرية) من جامعة كازي نصرول، ولاية البنغال الغربية، الهند في 26 مايو 2018.
- حصلت على جائزة الإنجاز مدى الحياة (أبطال الأرض) عام 2015.

## في الثقافة الشعبية
- في عام 2018 ظهرت حسينة في دور البطولة في الدراما الوثائقية "حسينة: حكاية ابنة" من إخراج رضا الرحمن خان بيبلو.
- في 1 فبراير 2021 تمت الإشارة إلى حسينة في فيلم وثائقي مدته 64 دقيقة لقناة الجزيرة كل رجال رئيس الوزراء.
- في 28 سبتمبر 2021 صدر خوكا ثيكي بانغاباندو جاتير بيتا وهو فيلم رسوم متحركة عن السيرة الذاتية للشيخ مجيب الرحمن حيث تم تصوير الشيخة حسينة على أنها ابنته.
- في 1 أكتوبر 2021 صدر فيلم رسوم متحركة آخر اسمه مجيب عمار بيتا عن الشيخ مجيب الرحمن حيث تم تصوير الشيخة حسينة على أنها ابنة مجيب. الفيلم مأخوذ عن كتاب حسينة الشيخ مجيب عمار بيتا.
- في 26 أكتوبر 2023 تم إصدار أمادير شوتو راسل شونا وهو فيلم رسوم متحركة عن الشيخ راسل حيث تم تصوير الشيخة حسينة على أنها الأخت الكبرى لرسل. كما قامت بكتابة سيناريو الفيلم.
- في 17 نوفمبر 2023 ظهرت حسينة وهي تجري مقابلة حول اغتيال الشيخ مجيب الرحمن في برنامج القاتل المجاور وهي حلقة من المسلسل الوثائقي الكندي "المقاطعة الخامسة".

## وصلات خارجية
- شيخة حسينة على موقع IMDb (الإنجليزية)
- شيخة حسينة على موقع الموسوعة البريطانية (الإنجليزية)
- شيخة حسينة على موقع روتن توميتوز (الإنجليزية)
- شيخة حسينة على موقع مونزينجر (الألمانية)
- شيخة حسينة على موقع إن إن دي بي (الإنجليزية)
- شيخة حسينة على موقع قاعدة بيانات الفيلم (الإنجليزية)